# Bivacco Marco Dal Bianco
Das Bivacco Marco Dal Bianco ist eine Biwakschachtel der Sektion Club Alpino Accademico Italiano des Club Alpino Italiano in der Marmolatagruppe im Trentino und verfügt über 9 Schlafplätze.

## Lage
Das Biwak liegt auf einer Höhe von 2727 m s.l.m. etwa 200 m südlich des Passo Ombretta an der Grenze zur Provinz Belluno zwischen dem Rosaliatal im Westen und dem Ombrettatal im Osten. Sie dient als klassischer Stützpunkt für die Durchsteigung der Marmolata-Südwand.

## Geschichte
Die Biwakschachtel wurde 1968 errichtet und nach dem bei einem Autounfall verunglückten CAAI-Mitglied Marco Dal Bianco benannt. Im August 2017 wurde die Außenhülle durch eine zinkbeschichtete Außenhülle ersetzt. Des Weiteren wurden im Inneren ein neuer Holzboden verlegt und die Innenwände mit OSB-Platten ausgelegt.

## Zugänge und Nachbarhütten
- Vom Rifugio Contrin, 2016 m s.l.m. ⊙ auf Weg 606, 610, 650 in 2 Stunden
- Vom Rifugio Falier, 2074 m s.l.m. ⊙ auf Weg 610, 650 in 2 Stunden